# 農協観光
| 専用車を用意するバス会社もある（網走観光交通） |  | 専用車を用意するバス会社もある（網走観光交通） |
| 専用車を用意するバス会社もある（網走観光交通） |  |                                                |

株式会社農協観光（のうきょうかんこう、英: NOKYO TOURIST CORPORATION）は日本の大手旅行会社の一つ。「N Tour」（エヌ・ツアー）のブランド名で知られる。会社名が示すとおりJAグループの一員である。
本稿ではJAグループ全体における旅行事業についても記す。

## 沿革
- 1967年（昭和42年） - 農協組合員向けの旅行代理店事業を行うことを目的として、農林省・運輸省両省所管の社団法人「全国農協観光協会」を設立。
- 1981年（昭和56年） - 日本国有鉄道（国鉄）のマルス端末を導入（国鉄指定券のオンライン販売開始）。
- 1986年（昭和61年） - 日本航空・全日本空輸とシステム統合（航空券のオンライン販売開始）。
- 1989年（平成元年） - 全国農協観光協会の旅行事業部門を分離して、株式会社農協観光が独立。[4]
- 1994年（平成6年） - コミュニケーションネームとして「N Tour」（エヌ・ツアー）の名称を使用開始する。
- 2013年（平成25年） - 株式会社読売旅行と受託委託契約を再締結し、連携強化を図る。
- 2021年（令和3年）8月 - 本社機能を東京都大田区に移転（本店登記先は東京都千代田区）。
- 2022年（令和4年）3月 - 減資により資本金1億円となる。
- 2023年（令和5年）3月 - 増資により資本金36億5000万円となる。同日減資により資本金1億円となる。

## JAグループの旅行事業について
農協観光は本社及び全国11箇所の販売企画センターの下に直営の支店を置くほか、一部の単位農協が旅行代理業の資格を持ち、農協観光の代理店（JA旅行センター）として企画旅行の募集・受付を行っている。利用者はJAの組合員が中心となるが、組合員以外でも利用が可能。
企画旅行ではJAグループと一体化した商品企画に特徴を持ち、JAの信用事業（JAバンク・JA共済など）と連動した団体旅行や、グリーンツーリズムを実践するための農業体験などを盛り込んだツアーなどを販売している。その例として、日本農業新聞主催の海外農業研修視察団の企画などがある。